# Rouville (Oise)
Rouville település Franciaországban, Oise megyében. Lakosainak száma 250 fő (2022. január 1.). Rouville Crépy-en-Valois, Duvy, Lévignen és Ormoy-Villers községekkel határos.

## Népesség
A település népessége az elmúlt években az alábbi módon változott:
| Lakosok száma | 271  | 263  | 268  | 254  | 250  | 246  | 243  | 246  | 250  |
|               | 2013 | 2015 | 2016 | 2017 | 2018 | 2019 | 2020 | 2021 | 2022 |